# シー・ラヴズ・ユー
「シー・ラヴズ・ユー」（She Loves You）は、ビートルズの楽曲である。レノン＝マッカートニーの作品で、リード・ボーカルもジョン・レノンとポール・マッカートニーの2人で務めた。1963年8月にシングル盤として発売され、B面には「アイル・ゲット・ユー」が収録された。シングル盤は全英シングルチャートで第1位を獲得し、1964年3月21日付のBillboard Hot 100でも第1位を獲得した。本作は1960年代で最も売れたシングル作品となった。
2004年11月にローリング・ストーンの選ぶオールタイム・グレイテスト・ソング500では第64位にランクインしている。音楽評論家の中山康樹は「一般的な「初期のビートルズの音楽的イメージは、この曲にある」と断言してもいいほどの作品」と評している。
イギリスで発売されたオリジナル・アルバムには収録されなかった一方、カナダではアルバム『Twist and Shout』、アメリカでは『ザ・ビートルズ・セカンド・アルバム』に収録された。

## 背景・曲の構成
レノンとマッカートニーは、1963年6月26日に「シー・ラヴズ・ユー」を書き始めた。当時のビートルズは、ロイ・オービソンやジェリー&ザ・ペースメイカーズらとツアーを行なっていて、2人はツアーバスで曲を書き始め、その夜にニューカッスル・アポン・タインにあるホテルで作業を続け、翌日にリヴァプールのフォースリンロードにあるマッカートニーの実家で完成させた。
本作はボビー・ライデルの楽曲「フォーゲット・ヒム」におけるコールアンドレスポンスに触発され、アンサーソングとして書かれた楽曲となっている。マッカートニーは「当初はこの曲を掛け合いにしようと考えてた。僕らが"She Loves You"って歌ったら、他のメンバーが"yes, yes, yes"と歌い返す…いや、"yeah, yeah, yeah"だったかな。改めてチンケなアイデアだと思ってやめたんだけど、『シー・ラヴズ・ユー』という曲を書こうということになった。だからホテルの部屋で2〜3時間ほどで書いたんだ」と語っている。レノンは、1980年の『プレイボーイ』誌で「ポールと一緒に書いた。どうやったのかは覚えてないけど、アイデアを出したのはポールじゃなかったかな。毎度毎度"I love you"と歌うんじゃなくて、第三者的なものにするのはどうだろうか、という感じでね。"Wooo"というのは、アイズレー・ブラザーズの『ツイスト・アンド・シャウト』からだ。ありとあらゆる曲に使えた」と語っている。
マッカートニーは、曲が完成した直後に自宅にいる父ジムのためにアコースティック・ギターで演奏して聴かせていて、「父は『シー・ラヴズ・ユー』を聴いて、「ずいぶんアメリカナイズされてるな。"She loves you, yes, yes, yes!"と歌えないのか？」と言っていたよ。だから僕は「父さん、わかってないな。それじゃダメなんだ」って答えたんだ」と振り返っている。なお、マッカートニーは2018年に放送された『レイト×2ショー with ジェームズ・コーデン』内のコーナー「カープール・カラオケ」に出演した際にも、同様のエピソードを語っている。
曲はリンゴ・スターによるドラムの2カウントから始まる。レノンとマッカートニーの2人でリード・ボーカルを務めていて、セクションごとにユニゾンとハーモニーを使い分けている。ミックス面では従来の作品に比べて、マッカートニーのベースをはじめとした電子楽器のパートが強調されている。
プロデューサーであるジョージ・マーティンは、本作のエンディング部分の6thコードに疑問を呈しており、マッカートニーは「僕らはときどきマーティンの助言を拒んでいた。例えば『シー・ラヴズ・ユー』では、エンディングに6thを持ってきた。少しジャズみたいな感じのね。そしたら彼が『それはないだろ？まるでジャズみたいだ』と言っていた。でも僕らは『良いフックじゃないか。これでやるよ』と言い返したんだ」と振り返っている。

## レコーディング
「シー・ラヴズ・ユー」は、1963年7月1日に2トラック・レコーダーを使用してレコーディングされ、同月4日にミキシングが行なわれた。本作のレコーディングで必要となったテイク数は不明となっており、本作のレコーディングに関する資料は残されていない。また、当時はモノラル・ミックスを作成した後に、セッション・テープを破棄していたため、「ラヴ・ミー・ドゥ」、「P.S.アイ・ラヴ・ユー」、「アイル・ゲット・ユー」と同様にステレオ・ミックスは存在しない。このためアルバムのステレオ盤には、1966年にレコーディング・エンジニアのジェフ・エメリックによって作成された疑似ステレオ・ミックスが収録されていた。2023年11月10日に発売された『ザ・ビートルズ1962年〜1966年 2023エディション』にはジャイルズ・マーティンとサム・オケルがドキュメンタリー映画『ザ・ビートルズ: Get Back』『リボルバー・スペシャル・エディション』で使われた、音源を楽器別に分離するAI技術「デミックス」を用いて作成したステレオ・ミックスが収録されている。

## リリース

### イギリス
イギリスでは、1963年8月23日にシングル盤として発売され、B面には「アイル・ゲット・ユー」が収録された。これまでの作品では、作者クレジットが「マッカートニー＝レノン」となっていたが、本作より「レノン＝マッカートニー」に変更された。
タイトルが公表された6月よりファンによるシングルの注文が殺到し、発売前日までに約50万件もの事前注文があった。シングル盤は、1963年9月4日付の全英シングルチャートで12位にランクインし、9月18日付の同チャートで第1位を獲得した。以降4週連続で第1位を獲得し、一度3位にランクダウンしたが、12月4日付の同チャートで第1位に返り咲いた。このチャートアクションの背景は、1963年10月13日に開催された『Sunday Night at the London Palladium』での演奏や、イギリスにおけるビートルマニアの本格的な出現が挙げられている。
「シー・ラヴズ・ユー」は、1963年に最も売れたシングルとなっており、イギリスにおいて最も売れたビートルズのシングルとなっている。14年後にウイングスの『夢の旅人』に抜かれるまでは、イギリスで最も売れたシングルとなっていた。2018年12月時点で192万枚の売上を記録していて、オールタイム・チャートでは第9位にランクインしている。

### アメリカ
当時ビートルズがアメリカで発売したシングルで、Billboard Hot 100にランクインしたのは『フロム・ミー・トゥ・ユー』（最高位116位）のみであったことから、プロデューサーのジョージ・マーティンとマネージャーのブライアン・エプスタインはビートルズのアメリカ進出を不安視していた。アメリカでのシングル盤は、キャピトル・レコードがビートルズの作品の取り扱いを拒否したことにより、スワン・レコードからの発売となった。
シングル盤は1963年9月16日に発売されたが、Billboard Hot 100にチャートインすることはなく、ラジオでのエアプレイも少なかった。同年12月10日に『CBSイブニングニュース』で、イギリスのビートルマニアに関する特集が放送された。これをきっかけにビートルズが注目されるようになり、同月26日にはキャピトル・レコードから次作『抱きしめたい』が発売された。同時期にアメリカにおいてブリティッシュ・インヴェイジョンが発生したこともあり、同作は1964年1月末までに第1位を獲得した。これをきっかけにスワン・レコードから本作が再発売され、1964年1月25日付のBillboard Hot 100で初めてチャートインした。同年には『エド・サリヴァン・ショー』に出演し、本作を含む数曲を演奏。その後本作は4週にわたって『抱きしめたい』に次ぐ第2位を獲得したのち、3月21日付の同チャートで第1位を獲得した。また、4月4日付の同チャートでは、1位から5位を本作を含むビートルズの楽曲が独占した。

### シー・ラヴズ・ユー（ドイツ語）
「シー・ラヴズ・ユー（ドイツ語）」（Sie Liebt Dich）は、EMI西ドイツ支部の要請により録音された題名の「Sie Liebt Dich」は原題をドイツ語訳で、「抱きしめたい（ドイツ語）」に比較して原詞に近く訳されている。訳詞者のJean Nicolas、Lee Montague は同一人物で、ルクセンブルク出身のタレントであるキャミロ・フェルゲンのペンネームである。
1964年1月29日にパリのパテ・マルコーニ・スタジオで「抱きしめたい（ドイツ語）」と共に録音された。オリジナルのマスター・テープが破棄されていたため、新たに演奏を含めて録音し直している。ただしドイツ語版の録音を拒否したビートルズは当日予約していたスタジオに出向かず、滞在していたホテルに立てこもった。事態の収拾をつけるべくプロデューサーのジョージ・マーティンがホテルに出向き、ビートルズを説得してスタジオに向かわせたという。彼らがマーティンに反抗したのは初めてのことであった。
本作と「抱きしめたい（ドイツ語）」を収録したシングルは、1964年に西ドイツとオーストラリアで発売され、西ドイツのメディア・コントロール・シングルチャートでは最高位7位を記録した。
イギリスではビートルズ解散の8年半後の1978年12月2日に発売されたアルバム『レアリティーズ』に収録された。アメリカでは1964年5月21日にシングル盤（B面は英語版と同じく「アイル・ゲット・ユー」）として発売されたのち、『レアリティーズ Vol.2』に収録された。日本では1965年5月5日に発売されたアルバム『ビートルズ No.5!』に収録された。CD作品では、1988年に発売された『パスト・マスターズ Vol.1』に収録された。

### アルバムへの収録など
「シー・ラヴズ・ユー」は、BBCセッションで演奏されており、このうち1963年10月5日に放送された『Saturday Club』での演奏が、2013年に発売された『オン・エア〜ライヴ・アット・ザ・BBC Vol.2』に収録された。また、1963年11月4日に行なわれたイギリス王室主催の「ロイヤル・バラエティー・パフォーマンス」で演奏されており、この時の音源が1995年に発売された『ザ・ビートルズ・アンソロジー1』に収録された。
1964年に公開されたビートルズ主演の映画『ビートルズがやって来るヤァ!ヤァ!ヤァ!』では、映画のフィナーレにあたるライブシーンで使用された。
初期のライブツアーでは定番曲の1つとされており、そのうち1964年8月23日のハリウッド・ボウル公演でのライブ音源が1977年に発売された『ザ・ビートルズ・スーパー・ライヴ!』に収録された。ただし、1964年後半からは新曲やカバー曲が優先されたことにより演奏されていない。
1967年に発売された「愛こそはすべて」のエンディング部分で、レノンが本作の1フレーズを歌っている。また、同年に公開されたビートルズ主演のテレビ映画『マジカル・ミステリー・ツアー』ではオルガンで演奏された音源が使用された。
本作は、『オールディーズ』（アメリカでは未発表）、『ザ・ビートルズ1962年〜1966年』、『ザ・ビートルズ/グレイテスト・ヒッツ』、『ザ・ビートルズ・ビート』、『リヴァプールより愛を込めて ザ・ビートルズ・ボックス』、『20グレイテスト・ヒッツ』、『パスト・マスターズ Vol.1』、『ザ・ビートルズ1』などのコンピレーション・アルバムに収録された。なお、カナダではアルバム『Twist and Shout』、アメリカではキャピトル編集盤『ザ・ビートルズ・セカンド・アルバム』、日本では独自の編集盤『ビートルズ!』にも収録された。

## 文化的影響
「シー・ラヴズ・ユー」の「yeah, yeah, yeah」というフレーズは、当時の代表的なフレーズとなり、1963年11月5日の『デイリー・ミラー』紙には、「yeah, yeah, yeah!」と題して前夜に行なわれた『ロイヤル・バラエティ・パフォーマンス』でのビートルズのパフォーマンスについての社説が掲載された。『ニューヨーク・タイムズ』紙は、ビートルズがジョン・F・ケネディ国際空港に到着した際に、3000人のファンが出迎えたことを伝える1964年2月8日の記事で、「yeah, yeah, yeah」というフレーズを引用した。
評論家のクリントン・ヘイリンは、ボブ・ディランは1964年に発表した楽曲「悲しきベイブ」で、本作の「yeah, yeah, yeah」のパロディとして「no, no, no」というコーラスを加えたとしている。
一方で、当時のイギリスにおいてこのフレーズが物議を醸しており、BBCなどのラジオ局はシングルをエアプレイし、「一部の地域において文明社会の崩壊の歓迎が見られた」としている。また、東南アジアの一部の国では1970年代半ばまでビートルズの髪型や音楽を禁止する法律が制定されていた。
2004年11月に『ローリング・ストーン』誌が発表した「ローリング・ストーンの選ぶオールタイム・グレイテスト・ソング500」では第64位、2018年に『タイムアウト・ロンドン』誌が発表した「The 50 Best Beatles songs」で第8位にランクインした。

## クレジット
※出典
- ジョン・レノン - ボーカル、リズムギター
- ポール・マッカートニー - ボーカル、ベース
- ジョージ・ハリスン - ハーモニー・ボーカル、リードギター
- リンゴ・スター - ドラム
- ジョージ・マーティン - プロデュース
- ノーマン・スミス - エンジニア

## チャート成績

### 週間チャート
| チャート (1963年 - 1964年)             | 最高位 |
| -------------------------------------- | ------ |
| オーストラリア (Kent Music Report)     | 8      |
| ベルギー (Ultratop 50 Flanders)        | 5      |
| ベルギー (Ultratop 50 Wallonia)        | 6      |
| カナダ (CHUM Chart)                    | 1      |
| アイルランド (IRMA)                    | 2      |
| ニュージーランド (Lever Hit Parade)    | 1      |
| オランダ (Single Top 100)              | 7      |
| ノルウェー (VG-lista)                  | 1      |
| スウェーデン (Kvällstoppen Chart)      | 1      |
| UK シングルス (OCC)                    | 1      |
| US Billboard Hot 100                   | 1      |
| US Cash Box Top 100                    | 1      |
| 西ドイツ (Media Control Singles Chart) | 7      |

| チャート (1983年)   | 最高位 |
| ------------------- | ------ |
| UK シングルス (OCC) | 45     |

### 月間チャート
| チャート (1964年)                           | 最高位 |
| ------------------------------------------- | ------ |
| 日本 (ミュージック・マンスリー洋楽チャート) | 8      |

### 年間チャート
| チャート (1963年)                    | 順位 |
| ------------------------------------ | ---- |
| UK Singles (Official Charts Company) | 1    |

| チャート (1964年)    | 順位 |
| -------------------- | ---- |
| US Billboard Hot 100 | 2    |
| US Cash Box          | 2    |

### オールタイム・チャート
| チャート                             | 順位 |
| ------------------------------------ | ---- |
| UK Singles (Official Charts Company) | 9    |
| US Billboard Hot 100                 | 288  |

## 認定
| 国/地域                          | 認定   | 認定/売上数 |
| -------------------------------- | ------ | ----------- |
| イギリス (BPI)                   | Silver | 200,000     |
| 認定のみに基づく売上数と再生回数 |        |             |

## カバー・バージョン
メアリー・ウェルズは、1965年に発売したカバー・アルバム『くたばれ!ビートルズ』で、女性目線に歌詞とタイトルを変えた「He Loves You」としてカバーした。
日本では西城秀樹が1974年発売のアルバム『秀樹!エキサイティング・ポップス』で、つんく♂が2000年発売のビートルズのカバー・アルバム『A HARD DAY'S NIGHT つんくが完コピーやっちゃったヤァ!ヤァ!ヤァ! Vol.1』で、それぞれカバーした。
コメディアンのテッド・チッピントンは、1986年にシングル盤として発売した。チッピントンによるカバー・バージョンは、全英シングルチャートで最高位77位を記録した。
俳優のヒメーシュ・パテルは、2019年に公開された映画『イエスタデイ』の劇中で演奏した。同作でのパテルの演奏はライブ収録によるもので、同作のサウンドトラック・アルバムにその音源が収録されている。